# Criterio de signos termodinámico
Uno de los criterios que se suele utilizar en termodinámica para evaluar la energía intercambiada entre un sistema y su entorno, en forma de calor y trabajo, es el recomendado por la IUPAC (Unión Internacional de Química Pura y Aplicada), que establece: 
- Signo positivo (+), para el trabajo y el calor que entran al sistema e incrementan la energía interna.
- Signo negativo (-), para el trabajo y el calor que salen del sistema y disminuyen la energía interna.[2]

Según lo anterior, el trabajo realizado sobre el sistema es positivo. De este modo el trabajo se define como una transferencia de energía, que puede expresarse según la siguiente ecuación en un proceso reversible:
{\displaystyle W_{AB}=\int _{A}^{B}-p\,dV}
Por ejemplo, en una expansión isobárica en la cual el volumen final VB es mayor que el volumen inicial VA, se cumple que {\displaystyle \,dV>0}. Por tanto, el sistema realiza trabajo sobre su entorno, cediéndolo para pasar del estado inicial A al estado final B, luego {\displaystyle \ W_{AB}<\ 0}.

Con base en lo anterior, el primer principio de la termodinámica relaciona el cambio en la energía interna de un sistema con el calor y el trabajo intercambiados entre este y su entorno mediante la siguiente expresión:
{\displaystyle \Delta U=Q+W}
Esta es la convención más reciente. La convención clásica que se usó durante muchos años -y que todavía se usa en el contexto de la ingeniería mecánica- considera el trabajo positivo cuando sale y negativo cuando entra a un sistema, es decir, el trabajo realizado por el sistema sería positivo. Esto hace que el signo del término del trabajo cambie en las ecuaciones anteriores, dado que si {\displaystyle W_{s}} es el trabajo hecho sobre el sistema y {\displaystyle W_{p}} es el trabajo hecho por el sistema, se cumple que {\displaystyle W_{s}=-W_{p}}. Ambas convenciones se consideran correctas, pero debe aclararse cuál se está usando para evitar errores en el uso de ecuaciones, por ejemplo al hacer balances de energía.